# إيت براي لوف
طعام، صلاة، حبّ (بالإنجليزية: Eat Pray Love)‏ هو فيلم 2010 أمريكي رومانسي مقتبس عن مذكرات بنفس العنوان للكاتبة الأمريكية إليزابيث جيلبرت التي نشرت في عام 2006 تدور أحداثه عن رحلة امراة حول العالم مدونة كل ما رأته في رحلتها.

## وصلات خارجية
- إيت براي لوف على موقع IMDb (الإنجليزية)
- إيت براي لوف على موقع ميتاكريتيك (الإنجليزية)
- إيت براي لوف على موقع الموسوعة البريطانية (الإنجليزية)
- إيت براي لوف على موقع روتن توميتوز (الإنجليزية)
- إيت براي لوف على موقع نتفليكس (الإنجليزية)
- إيت براي لوف على موقع قاعدة بيانات الأفلام العربية
- إيت براي لوف على موقع ألو سيني (الفرنسية)
- إيت براي لوف على موقع Turner Classic Movies (الإنجليزية)
- إيت براي لوف على موقع أول موفي (الإنجليزية)
- إيت براي لوف على موقع بوكس أوفيس موجو (الإنجليزية)

1. ↑  مذكور في: بوكس أوفيس موجو. الوصول: 7 مارس 2019. لغة العمل أو لغة الاسم: الإنجليزية.
2. ↑  "معلومات عن إيت براي لوف على موقع cinema.de". cinema.de. مؤرشف من الأصل في 2019-12-10.
3. ↑  "معلومات عن إيت براي لوف على موقع elfilm.com". elfilm.com. مؤرشف من الأصل في 2018-01-13.
4. ↑  "معلومات عن إيت براي لوف على موقع scope.dk". scope.dk. مؤرشف من الأصل في 2019-12-10.